# Ezo (Volk)
Ezo (jap. 蝦夷), veraltet Yezo, ist ein altjapanischer Name für die Bevölkerung Ost- und Nordjapans, die von den Yamato-Japanern als Barbaren angesehen wurde. Im Altertum wurde das Volk entweder Emishi oder Ebisu (veraltet Yemishi bzw. Yebisu) genannt.
Seit Ende der Heian-Zeit wurde das Volk Ezo genannt. Mit der Zeit änderte sich jedoch die Bedeutung dieses Begriffs. Heute wird der Begriff Emishi für das Volk bevorzugt.

## Emishi

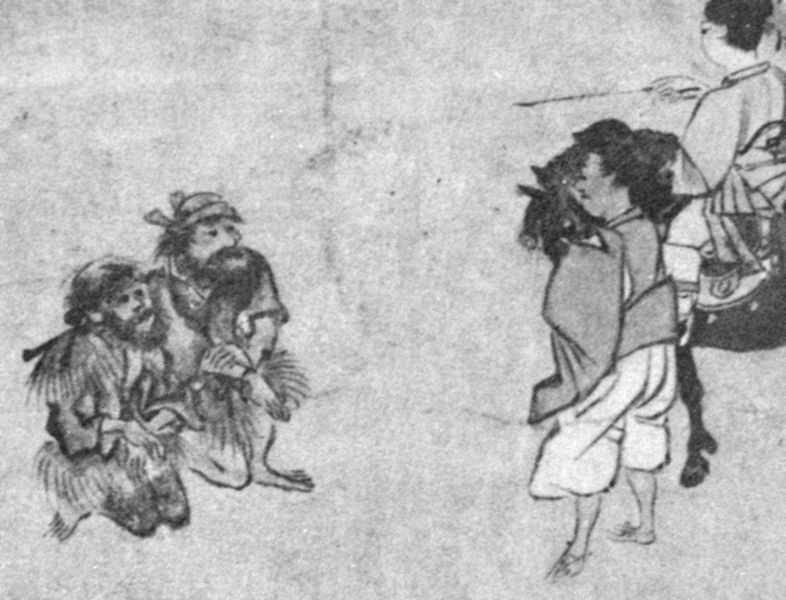
Emishi huldigen Prinz Shotoku. Hergestellt im Jahr 1324, basierend auf Shotokutaishi e-den e-maki, hergestellt im Jahr 1069.

Die älteste Beschreibung der Emishi (oder Ezo) befindet sich im Nihonshoki, dem ältesten Geschichtsbuch Japans. Dem Buch nach sind die Emishi Einwohner im Osten, die mit der Yamato-Regierung (Yamato Chōtei oder Yamato Ōken) verfeindet waren. Ihre Einflusssphäre reichte bis an Osthonshu. Laut chinesischen Beschreibungen werden die Emishi als „haarige Barbaren“ bezeichnet und lebten in Teilen von Honshu, vor allem in der Tōhoku-Region.
Die Emishi waren geübte Krieger und vertrauten in ihrem Kampf gegen die Yamato-Japaner auf pferdereitende Krieger. Durch ihre speziellen Kriegstaktiken waren die Emishi gefürchtete Gegner der Yamato. Dies änderte sich erst dann, als die Yamato-Japaner deren Taktiken kopierten und gegen die Emishi anwendeten.
Es ist umstritten, ob die Emishi Verwandte oder Vorläufer der Ainu waren. Die meisten Historiker vermuten, dass es sich bei den Emishi um ein eigenes Jōmon-Volk handelte, welches weder mit den Ainu noch mit den Yamato-Japanern verwandt war. Eine andere Theorie lautet, dass es sich lediglich um Yamato-Japaner handelte, die die Herrschaft des Kaisers nicht anerkannten. Beide Ansichten sind miteinander kompatibel und es ist sehr wahrscheinlich, dass es sowohl Yamato-Japaner gab, die den Emishi angehörten, als auch Emishi, die dem Yamato-Kaiserreich dienten.

## Geschichte
Die Emishi werden erstmals geschichtlich im Nihonshoki genannt. Laut den Aufzeichnungen lieferten sich die Emishi und die frühen Japaner unter ihrem mythologischen ersten Kaiser Jimmu eine heftige Schlacht, in der die Japaner knapp die Oberhand hatten. Danach kam es immer wieder zu gegenseitigen Angriffen, in denen die Emishi nicht selten siegreich waren. Laut Aufzeichnungen kam es nach dem Tod von Kaiser Yūryaku zu einer Rebellion von Emishi-Truppen im südwestlichen Japan, welche als Söldner von der kaiserlichen Regierung angeheuert worden waren, um an einer Expedition nach Korea teilzunehmen.
Ein bedeutender Feldzug fand 658–660 am Japanischen Meer bis nach Tsugaru unter dem Kommando von Abe no Hirafu statt. Ziel waren die reichen Fischgründe und die Gewinnung von Kombu-Algen. Auch war im Jahr 749 in Mutsu Gold entdeckt worden, das man sich aneignen wollte. Kaiser Kammu (781–806) hatte die Wehrpflicht für den Feldzug des Sakanoue no Tamuramaro 794–806 in Tōhoku eingeführt. (Theoretisch waren im Rahmen des Ritsuryō-Systems ein Drittel aller voll steuerpflichtigen Männer zum Militärdienst verpflichtet – Aushebungen kamen jedoch selten vor.) Es gelang ihm, den mächtigen Emishi-Häuptling Aterui zu unterwerfen, dessen bis heute im Katano-Schrein in Hirakata gedacht wird.
Etwa im 7. Jahrhundert siedelten die Emishi im Tōhoku-Gebiet nördlich der Mitte der heutigen Präfektur Miyagi bis hin zur heutigen Präfektur Yamagata und auf Hokkaidō. Je mehr die Yamato-Regierung ihre Macht nach Norden hin ausweitete, desto öfter kämpften die Emishi um ihren Lebensraum. Die Emishi, die vor der Yamato-Regierung kapitulierten, wurden Fushū genannt und gingen schnell in der Yamato-Gesellschaft auf. Trotz der teilweisen Kapitulation und zwangsweisen küstenfernen Umsiedlung kämpften Emishi weiter gegen die Yamato.
Gewöhnlich trieben sie Handel mit den Yamato. Handelswaren waren Kombu, Pferde, Pelze, Federn usw. Im Gegenzug erhielten sie Reis, Tuch, Eisen usw.
Im 9. Jahrhundert endeten die Eroberungen des Yamato-Reichs in der Mitte der heutigen Präfekturen Akita und Iwate. Beamte der Yamato-Regierung und Stammesoberhäupter der Fushū mischten sich jedoch in innere Auseinandersetzungen der Emishi ein. Infolgedessen verloren die Emishi ihre Unabhängigkeit im Laufe des 12. Jahrhunderts.

## Ursprungs-Theorien
Seit dem Mittelalter ist „Ezo“ gleichbedeutend mit „Ainu“. Geschichtsbücher bestätigen die Existenz der heutigen Ainu seit dem 13. Jahrhundert, und etwa von dieser Zeit bis zum Erhalt ihres heutigen Namens nannte man die Insel Hokkaidō entweder Ezogashima (蝦夷ヶ島, „Insel der Ezo“) oder Ezochi (蝦夷地, „Ezo-Land“). Deshalb bevorzugt man den Begriff „Emishi“ statt „Ezo“ für das damalige Volk, um Verwechslungen vorzubeugen.
Darüber, ob die Emishi mit den Ainu identisch bzw. ihre Vorfahren oder Vorläufer waren, gehen nach der Edo-Zeit die wissenschaftlichen Theorien auseinander.
- Die am meisten unterstützte Theorie besagt, dass die Emishi ein eigenständiges Volk waren, das von der Jōmon-Bevölkerung Honshūs abstammte. Laut dieser Theorie sind die Emishi nicht mit den Ainu verwandt.[4]
- Eine andere Theorie ist die „Emishi-Ainu-Theorie“ (Emishi Ainu setsu), der zufolge die Emishi ab dieser Zeit gleichbedeutend mit den Ainu sind.
- Des Weiteren gibt es die Theorie, die die Emishi als Japaner sieht, die sich nicht der Yamato-Regierung unterwarfen (Emishi henmin setsu).